# Jacob Peter Jacobsen
Jacob Peter Jacobsen, född den 13 december 1869 vid Vejle, död där den 30 september 1918, var en dansk kultur- och religionshistoriker. Han var gift med Lis Jacobsen.
Jacobsen blev 1896 cand. mag. i franska och 1903 filosofie doktor på avhandlingen Det komiske Dramas Oprindelse og Udvikling i Frankrig før Renaissancen. Hans studier samlades efter hand kring forntidens och medeltidens kulturhistoria, i synnerhet i Frankrike, varifrån han gav lärda och självständiga skildringar i "Folkenes Historie" och "Verdenskulturen". Särskilt intresserade honom övergången från hedendom till kristendom, och hans huvudarbete är det ofullbordade Manes, de døde og Menneskelivet (3 band, 1914-20), där han hävdar, att det bärande och förblivande i alla tiders religiositet är den folkliga dödskulten. Jacobsen skrev bland annat Heros og Helgen (1913) och utgav medeltidstexter; postumt utkom Afhandlinger og Artikler (1919).